# Tropasteron tribulation
Tropasteron tribulation là một loài nhện trong họ Zodariidae.
Loài này thuộc chi Tropasteron. Tropasteron tribulation được B.C.Baehr miêu tả năm 2003.